# ダイラボウ
ダイラボウは静岡県静岡市葵区富厚里（ふこうり）にある山。標高560.8メートル。

## 概要
静岡市中部、安倍川支流の藁科川と、藤枝市岡部町朝比奈川間の山地にある。「ダイラボウ（大らぼう）」とは巨人ダイダラボッチのことで、その昔ダイラボウが富士山を築山するために土を掘ってモッコに入れて運び（この土取りでできた穴が琵琶湖という）、この山から別の山まで一跨ぎにしたが、この時の足跡が山頂の窪地になったという。また一説には富厚里山から葵区水見色の高山へ一跨ぎにしたときにできた足跡に由来するという。
山頂は植樹などが行われ整備されておりトイレも設置されている。
朝比奈川側の玉取地区や、藁科川側の富厚里峠などから登攀でき、複数のハイキングコースがある。山頂から富厚里峠方向に下った地点にショウジョウバカマの群生地がある。

## アクセス
参考文献より。休憩時間等は含まれていない。
- 新静岡セノバ→（バス35分）→中藁中学校バス停→（50分）→富厚里峠→（50分）→ダイラボウ
- 焼津駅→（バス45分）→玉取バス停→（40分）→弓折峠→（20分）→ダイラボウ

## 註釈
1. 1 2 3 4  “静岡市いきもの散策マップ ダイラボウコース地図面”.   静岡市. 2025年4月12日閲覧。
2. ↑  山と渓谷社 pp.127
3. ↑  山と渓谷社 pp.128
4. ↑  山と渓谷社 pp.127-129